# نيمانيا يلزايفيتش
نيمانيا يلزايفيتش مواليد 1 يوليو 1979 في نوفي بازار، صربيا، هو لاعب كرة سلة صربي. بدأ مسيرته الاحترافية في سنة 1997. يبلغ طوله 6 قدم 11 بوصة (2.1 م).

## المسيرة الاحترافية
لعب مع نادي بارتيزان لكرة السلة في موسم 1999–2000، ثم لعب مع نادي كركا لكرة السلة في موسم 2001–2002، ثم لعب مع زلاتوروج لاشكو في موسم 2003–2004، ثم لعب مع نادي ريد ستار لكرة السلة في موسم 2004–2005، ثم لعب مع نيكار ريزن لودفيغسبورغ في الدوري الألماني في موسم 2005–2006.

## روابط خارجية
- نيمانيا يلزايفيتش على موقع الدوري الأوروبي لكرة السلة (الإنجليزية)
- نيمانيا يلزايفيتش على موقع كرة السلة الأوروبية.كوم (الإنجليزية)
- نيمانيا يلزايفيتش على موقع ريلجم (الإنجليزية)
- نيمانيا يلزايفيتش على موقع بروبوليرز (الإنجليزية)